# 埃南萨勒
埃南萨勒（法語：Hénansal，法語發音：[enɑ̃sal]）是法国阿摩尔滨海省的一个市镇，位于该省东部，属于迪南区。

## 地理
埃南萨勒（48°32'30"N, 2°26'5"W）面积29 平方千米，位于法国布列塔尼大區阿摩尔滨海省，该省份为法国西北部沿海省份，位于布列塔尼半岛北部，北濒大西洋英吉利海峡，西接菲尼斯泰尔省，南至莫尔比昂省，东临伊勒-维莱讷省。
与埃南萨勒接壤的市镇（或旧市镇、城区）包括：拉布伊、埃南比昂、坎特尼克、圣阿尔邦、圣德努阿勒、朗巴勒阿摩尔。

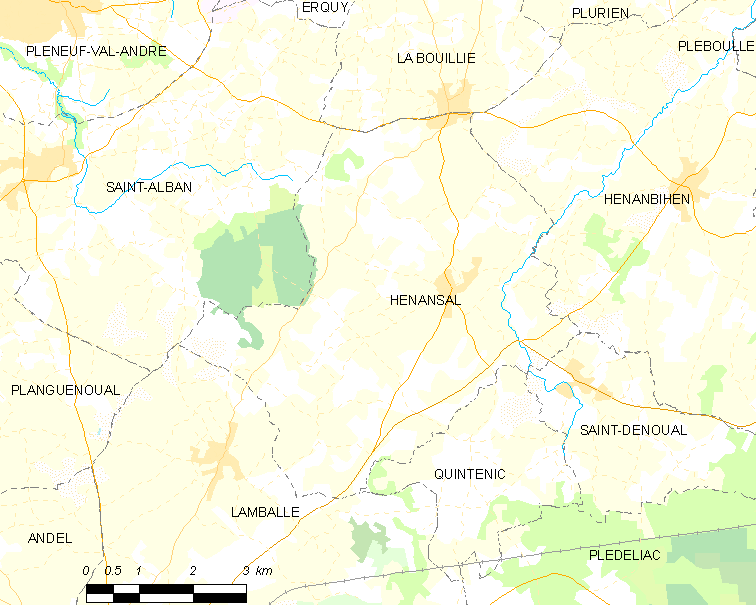
埃南萨勒的OSM定位图

埃南萨勒的时区为UTC+01:00、UTC+02:00（夏令时）。

## 行政
埃南萨勒的邮政编码为22400，INSEE市镇编码为22077。

## 政治
埃南萨勒所属的省级选区为朗巴勒阿摩尔县。

## 人口

1962-2008年间埃南萨勒人口变化图示

埃南萨勒于2022年1月1日时的人口数量为1263人。